# Hulda Claesson
Hulda Wilhelmina Claesson-Silverstolpe, född 25 maj 1887 i Karlstad i Värmland, död 26 maj 1954 i Sala, var en svensk skulptör.
Hon var dotter till byggmästaren Johan Gustav Claesson och Lovisa Jansson, hon gifte sig 1923 med Mascoll Silfverstolpe.
Claesson har huvudsakligen arbetat med porträtt och barnmotiv. Bland hennes noterbara arbeten märks en porträttbyst av skalden Oscar Stjerne. Hon har deltagit i utställningar i Karlstad, Örebro och Västerås. Bland hennes offentliga arbeten märks en skulptur av biskop Einar Billing för Kils kyrka i Västmanland.